# André Pichot
Pour les articles homonymes, voir Pichot.
André Pichot, né le 15 septembre 1950 et mort le 2 février 2025, est chercheur au CNRS en épistémologie et histoire des sciences.
Il est surtout connu pour ses écrits très critiques sur l'histoire de la biologie, notamment sur le darwinisme, la génétique et la biologie moléculaire, en particulier l'influence que la biologie moderne a eue sur des idéologies favorisant l'eugénisme et le racisme. Son analyse de l'histoire des idées qui ont mené à la biologie moderne a pour fil directeur la critique de l'être vivant comme machine. Selon lui, la biologie moderne s'enfonce dans une impasse en se voulant mécaniste alors qu'en fait, elle devrait être qualifiée plus justement de machiniste, puisqu'elle ramène toutes les explications biologiques à la machine. Cette critique est sous-tendue par une conception originale du vivant, exposée dans ses Éléments pour une théorie de la biologie (1980).

## Histoire des sciences
En histoire des sciences, Pichot, dans son Histoire de la notion de vie, passe en revue les théories sur la vie qui se sont succédé depuis l'Antiquité jusqu'à l'aube de la biologie moderne. À l'aide de nombreuses citations, il essaye de restituer la signification de ces théories dans le contexte des connaissances et des idées ayant cours à l'époque de leur formulation.
Pour la période moderne, il analyse plus particulièrement les théories de Lamarck, Claude Bernard, Darwin et des fondateurs du darwinisme (que, selon lui, il faudrait appeler weismannisme, du nom de celui qu'il considère être comme son principal théoricien August Weismann). Pichot s'emploie à réévaluer les rôles de Lamarck et de Darwin, réhabilitant le premier et relativisant l'apport du second, et en débarrassant ces grandes figures de la biologie des légendes qui continuent à les entourer. 
Concernant Lamarck, il met en lumière le projet qu'il avait en tête en fondant la biologie en 1802, c'est-à-dire comprendre les êtres vivants en tant que phénomènes physiques; l'évolution des espèces n'étant qu'une conséquence de sa théorie des êtres vivants. Ainsi, selon lui, c'est Lamarck et non Darwin qui a construit une véritable théorie de l'évolution, Darwin cherchant en fait à établir seulement le mécanisme par lequel les espèces se forment, dans le seul but de démentir les "créations spéciales", c'est-à-dire l'intervention divine dans l'histoire naturelle. D'où selon Pichot le titre de l'ouvrage de Darwin De l'origine des espèces par les moyens de la sélection naturelle, ou la préservation des espèces favorisées dans le combat pour la vie.
Pichot se montre très critique sur l'histoire de la biologie, sur son enseignement et sa présentation au grand public. Il dénonce, dans ses ouvrages, les omissions, les erreurs, voire les falsifications des biologistes et des historiens actuels, et les prises de positions « ambiguës » de certains scientifiques sur le racisme, l'eugénisme ou encore les manipulations génétiques.
Selon lui la biologie moderne est dans une impasse théorique qu'elle masque à l'aide d'opérations médiatiques et de débauche technologique (Téléthon, annonces fracassantes de thérapies miracles, séquençage du génome humain, etc). La domination du néo-darwinisme de la génétique et de la biologie moléculaire (constituée de « dogmes » selon certains biologistes, et notamment Francis Crick) aurait, selon Pichot, stérilisé presque toute tentative de penser le vivant autrement que comme une machine. L'analogie mécaniste remonte au XVIIe siècle et n'était alors qu'une métaphore commode, faite faute de mieux ; aujourd'hui selon lui la machine serait devenue le modèle exclusif par lequel les scientifiques tentent d'appréhender le vivant. Or une telle conception du vivant est très critiquable. Selon Pichot, tant que cette conception du vivant comme machine ne sera pas critiquée et tant qu'il n'y aura pas de théorie sur la nature des êtres vivants qui reconnaisse leur spécificité par rapport aux objets inanimés et aux machines, il ne sortira rien de la biologie moderne.
André Pichot a critiqué les confusions et les effets d'annonce de certains tenants de la biologie moderne dans le journal Le Monde, la revue Esprit et la revue La Recherche. Il s'est présenté comme témoin en faveur de René Riesel à Montpellier en 2001 lors du procès intenté par le CIRAD contre les personnes ayant saccagé un laboratoire de recherche public travaillant sur un riz transgénique.

## La société Pure, de Darwin à Hitler
Dans son livre La société Pure, de Darwin à Hitler, il considère que l'eugénisme et le « darwinisme social » étaient partagés par l'ensemble des biologistes avant la Seconde Guerre mondiale, et ont poussé certains pays occidentaux à adopter des législations eugéniques (notamment les États-Unis et en Scandinavie).
Comme l'application de théories eugénistes entraîna l'euthanasie de centaines de milliers de personnes pendant le IIIe Reich, ces scientifiques, selon André Pichot, se seraient surtout employés après la guerre à faire oublier leur contribution à ces événements. En effet, Pichot considère que sous l'impulsion du darwinisme, l'eugénisme et le racisme ont fait l'objet de théories scientifiques à la fin du XIXe siècle (par exemple Ernst Haeckel) et dans la première moitié du XXe siècle.

## Publications

### Ouvrages
- Éléments pour une théorie de la biologie, éd. Maloine, 1980.
- La Naissance de la science, Tome I. Mésopotamie, Égypte, Tome II. Grèce présocratique, éd. Gallimard, coll. Folio/Essai nos 154 et 155, 1991.
- Petite Phénoménologie de la connaissance, éd. Aubier, 1991.
- Histoire de la notion de vie, éd. Gallimard, coll. TEL, 1993.
- L'Eugénisme, ou les généticiens saisis par la philanthropie, éd. Hatier, coll. Optiques, 1995.
- Histoire de la notion de gène, éd. Flammarion, coll. Champs, 1999.
- La Société pure : de Darwin à Hitler, éd. Flammarion, 2000 (coll. Champ, 2001).
- Aux origines des théories raciales, de la Bible à Darwin, éd. Flammarion, 2008.
- Expliquer la vie, de l'âme à la molécule, éd. Quae, 2011.

- Présentation ( pp. 7-49 ), notes ( pp. 655-692 ), Bibliographie et Vie de Lamarck in Lamarck, Philosophie zoologique, Paris, GF-Flammarion, 1994.

### Articles scientifiques
- L'Âme et la forme, Actes du colloque Logos et théorie des catastrophes, Cerisy-la-Salle, 1982 ; éd. Patino, Genève, 1989.
- Explication biochimique et explication biologique, 1983, in: L’explication dans les sciences de la vie, CNRS éditions.
- Ptolémée, Copernic et la biologie théorique, Bulletin de la Société francophone de biologie théorique no 5, juillet 1984.
- Biologie du fonctionnement et biologie de l'évolution, physicochimie et Histoire, Bulletin de la Société francophone de biologie théorique no 9 (juillet 1986).
- The strange object of biology, in: Fundamenta Scientae, vol.8, no 1, 1987.
- L'Explication historique en biologie, Actes du VIe séminaire de biologie théorique de Solignac, éd. CNRS, 1988.
- L'Être vivant et son milieu extérieur, errance et lieu naturel, Actes du VIIIe séminaire de biologie théorique de Solignac, éd. CNRS, 1988.
- Physicochimie, biologie, information et connaissance, Actes du IXe séminaire de biologie théorique de Solignac, éd. CNRS, 1989.
- Délimitation d'un système : le cas de l'être vivant, Actes du Congrès européen de systémique de Lausanne, éd. AFCET, Paris 1989.
- De la natura medicatrix à l’organisme en panne, in: La Recherche no 281, supp. La santé et ses métamorphoses, novembre 1995.
- Les métamorphoses de l’eugénisme, avec Jacques Testard, « Universalia », Encyclopedia Universalis, 1999.
- Qu’est-ce que le comportement ?, Revue européenne des sciences sociales, tome 37, no 115, 1999 (reproduit dans Florence Burgat (dir.), Penser le comportement animal: Contribution à une critique du réductionnisme, éd. Quae, 2010).
- Sur la notion de programme génétique, in: Philosophia Scientae, vol.6, no 1, 2002.
- L'intériorité en biologie, in: Rue Descartes no 43, 2004.
- Sur la notion d’évolution en biologie, in: A. Leroux et P. Livet (dir.), Leçons de philosophie économique, éd. Economica, tome 3, 2007.
- La santé et la vie, in: Philosophia Scientiæ, no 12-2, 2008.